# Menáhém Begín
Menáhém Volfovics Begín (héber betűkkel מנחם בגין, izraeli angol átírással Menachem Begin, lengyelül Mieczysław Biegun, oroszul Менахем Вольфович Бегин; Breszt-Litovszk, 1913. augusztus 16. – Tel-Aviv, 1992. március 9.) cionista vezető, Izrael egyik legjelentősebb politikusa és államférfija volt. Fiatalon csatlakozott a cionista mozgalomhoz, ahol vezető pozíciókat látott el. A második világháború kitörése után Vilnóba menekült, ahol a szovjet NKVD letartóztatta. A német támadás után – mint lengyel állampolgárt átadták a briteknek – belépett Władysław Anders lengyel hadseregébe. 1942-ben Palesztinába helyezték át. Leszerelése után Palesztinában maradt és az Irgún nevű földalatti félkatonai szervezet parancsnoka lett, amelynek célja a megszállónak tekintett britek elleni küzdelem és a szabad zsidó állam megteremtése volt. Izrael állam 1948-as megszületése után jobboldali politikus lett. 1977 és 1983 között a miniszterelnöki pozíciót látta el. 1978-ban Anvar Szadattal közösen elnyerte a Nobel-békedíjat az egyiptomi-izraeli békeszerződés megkötéséért.

## Élete

### Fiatalkora

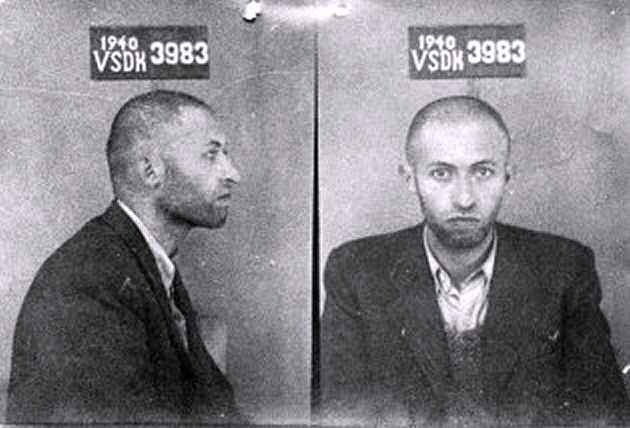
Begín szovjet fogságban

Menáhém Volfovics Begín 1913. augusztus 16-án született Breszt-Litovszkban az Orosz Birodalom területén Zeév-Dóv és Hassziá Begín gyermekeként. Tanulmányait előbb a Mizrahí Héber Iskolában folytatta, majd a Varsói Egyetemen jogi diplomát szerzett. A Hasómér Hacáír mozgalommal való rövid kapcsolata után Vlagyimir Zsabotinszkij lelkes követőjévé vált és csatlakozott az általa alapított revizionista cionista mozgalomhoz, a Bétárhoz. 1932-ben Begin a lengyelországi Bétár szervezési osztályának vezetője lett. Ezt követően a csehszlovákiai Bétár vezetője volt, majd visszatért Lengyelországba, ahol 1939-ben szintén a mozgalom vezetőjévé választották.
Korábban, az 1936–1939-es palesztin felkelés ideje alatt Begin tömegdemonstrációt szervezett a Varsói Brit Nagykövetség előtt, a britek palesztinai politikája elleni tiltakozásul. Ennek következtében a lengyel rendőrség letartóztatta. Emellett részt vett a Palesztinába történő illegális bevándorlás megszervezésében is. 1939-ben házasságot kötött Álízá Arnolddal (1982-ben hunyt el), akitől három gyermeke született. A fiút Benjámínnak, a lányokat Hassziának és Leának nevezték el. Varsó német megszállása elől Begin Vilnába menekült, ahol 1940-ben a szovjet hatóságok (NKVD) cionista tevékenységére hivatkozva letartóztatták és nyolc év kényszermunkára ítélték. 1940 és 1941 között Szibériában tartották fogva, majd lengyel állampolgárságára való tekintettel átadták a briteknek. Ezt követően belépett az Anders-hadseregbe és 1942-ben Palesztinába helyezték át. Szülei és bátyja a holokauszt során életüket vesztették.

### Palesztinai tevékenysége

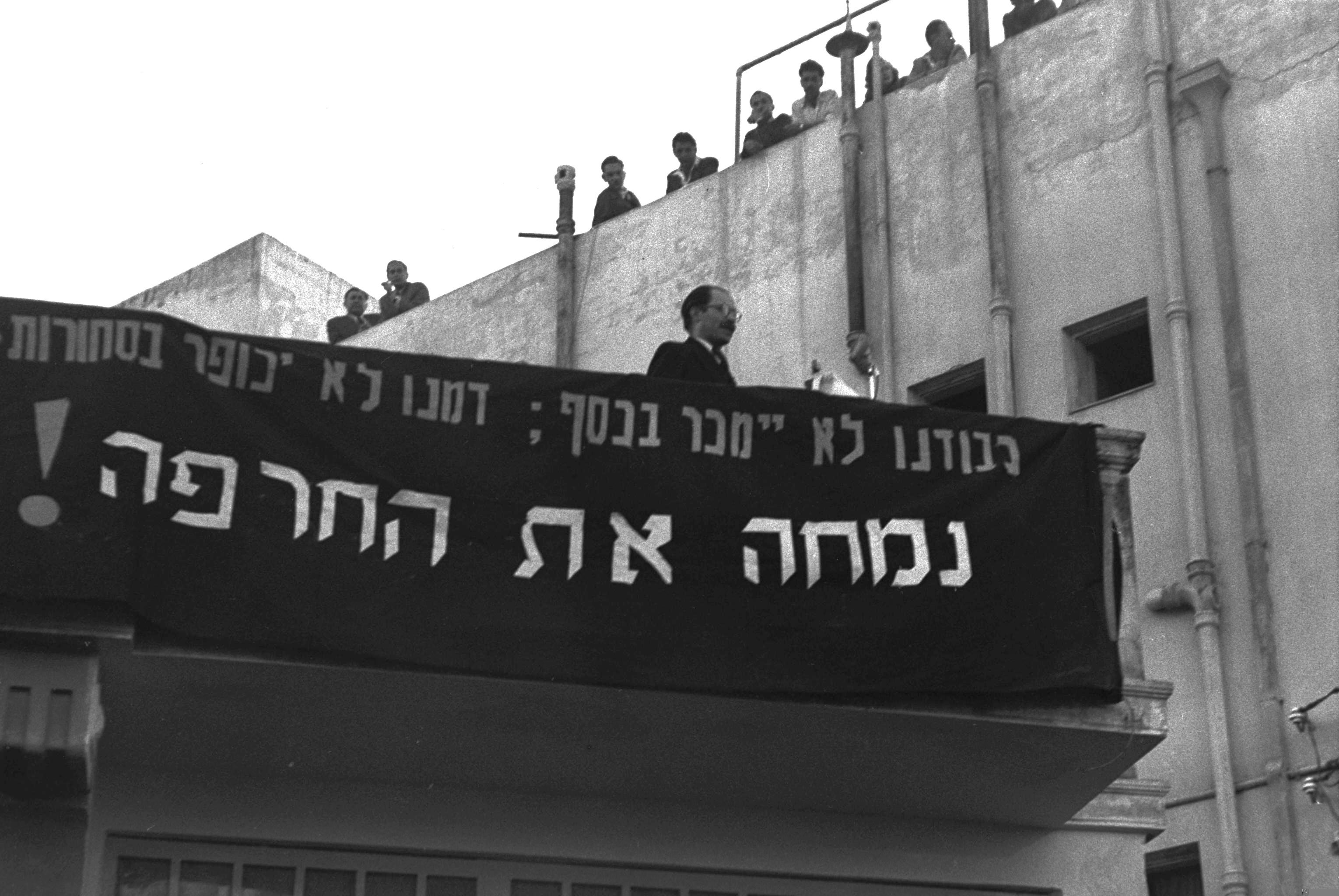
Begín 1952-ben, a Nyugat-Németországgal megkötött jóvátételi szerződés elleni tiltakozó kampány közben

1943 vége felé, miután leszerelt a lengyel hadseregből az Irgún parancsnoka lett. Ez a militáns, földalatti szervezet a palesztinai zsidó állam megteremtéséért küzdött, így ellentétbe került a britekkel, akik ekkor uralmuk alatt tartották ezt a területet. Az ellenállásnak számos módja volt, beleértve az erőszakot is. 1944-ben fegyveres harcot hirdetett a britek ellen, akik 10 ezer font sterling pénzjutalmat ajánlottak fel Begín elfogása érdekében. Az Irgún ismertebb akciói közé tartozott az akkói börtön elleni akció, amely az Irgún fogvatartott tagjainak kiszabadítására irányult. 1946-ban pedig felrobbantotta a jeruzsálemi Dávid Király szállodát. A merénylet 91 ember életét oltotta ki. (Amely előtt azonban Begín  figyelmeztette az angolokat.[forrás?]) 1948 áprilisában szintén az Irgun különítménye volt az, amely lemészárolta Deir Jaszin(en) palesztin település valamennyi lakóját, 254 férfit, nőt és gyereket - az akció lebonyolításában azonban nem vett részt, és az akció pontos lebonyolítását nem is hagyta jóvá.
Begín emellett megpróbálta elhárítani a Palesztinában élő zsidó közösség csoportjai közötti összecsapásokat is, de ez nem mindig járt sikerrel. Begín az Irgún Altalena nevű hajójának fedélzetén tartózkodott, amikor az Tel-Aviv közelébe ért egy fegyverszállítmánnyal az 1948. júniusi arab-izraeli tűzszünet ideje alatt. A Dávid Ben-Gúrión vezette izraeli kormány utasítására a hajót tűz alá vették. Izrael állam 1948-as megszületésével és az Irgún feloszlatása után Begín megalakította a Szabadság Pártot (Herút), amelyet ő képviselt az Izraeli Parlamentben (Knesszet), ahol 1949-ben került sor az első gyűlésekre.
A Herút vezetői pozícióját több mint 30 évig látta el. A párt közismert volt jobboldaliságáról és erősen nacionalista nézeteiről. Begín vezette a Nyugat-Németországgal megkötött jóvátételi szerződés elleni tiltakozó kampányt 1952-ben. Emellett fontos szerepet töltött be a Gahal frakció 1965-ös megalakításában, amely a Herút és az Izraeli Liberális Párt fúziójából született. Jó szónoki, írói és vezetői képességei egyre elismertebbé tették. 1967 júniusáig, a hatnapos háború kitöréséig a parlamenti ellenzék részét képezte. A háború kitörésekor tárca nélküli miniszterként csatlakozott a Nemzeti Egység Pártjához. 1970 augusztusában a William Rogers amerikai államtitkár béketervének feltétel nélküli elfogadása miatti tiltakozásául kilépett a kormányból a Gahal frakciót képviselő kollégáival együtt. A kormány ekkor elfogadta az Izrael által a hatnapos háborúban elfoglalt területek feladását. Begín azt szerette volna, ha a békeszerződés többek között tartalmazta volna Izrael állam Gamal Abden-Nasszer egyiptomi elnök általi elismerését. Később a Gahal csatlakozott a Likudhoz a kormányzó Izraeli Munkáspárti Szövetség elleni blokk létrehozása céljából, amelynek vezetője Begín lett.

### Izraeli miniszterelnökként

#### A miniszterelnöksége alatti események

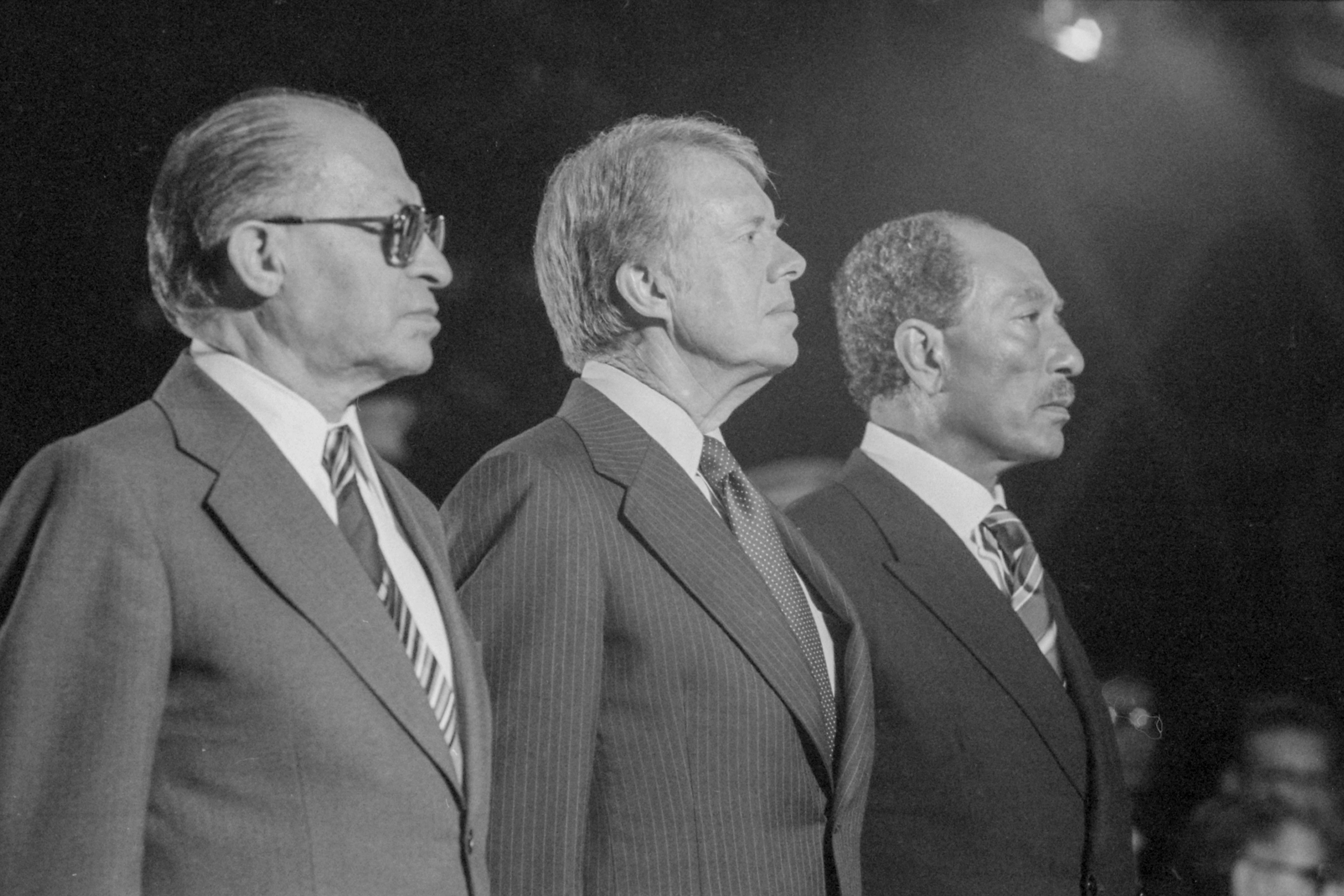
Begín, Carter és Szadat Camp David-ben

1977 májusában, amikor a Likud blokk támogatásával elegendő számú mandátumot szerzett a kormányalakításhoz, Begínt Izrael első jobboldali miniszterelnökévé választották (addig a szocialisták voltak hatalmon). Begín ragaszkodott az 1967-ben megszállt Ciszjordánia és a Gázai övezet megtartásához. Ennek ellenére ő volt az első olyan izraeli miniszterelnök, aki hivatalosan és nyilvánosan találkozott arab államfővel. Erre a találkozóra 1977 novemberében került sor, amikor Jeruzsálemben vendégül látta Anvar Szadat egyiptomi elnököt. Ő vezette az izraeli békedelegációt is, amely béketárgyalásokat kezdett az arabokkal. Ennek eredményeként 1978 szeptemberében Szadattal és Jimmy Carter amerikai elnökkel aláírták a Camp David-i egyezményt. Ezt követően 1979 márciusában sor került a végleges egyiptomi-izraeli békeszerződés megkötésére is. A szerződés aláírása a washingtoni Fehér Házban történt Begín és Szadat részvételével, az eseményen Carter elnök is jelen volt. A fentiekre tekintettel 1978-ban Begín és Szadat közösen elnyerte a Nobel-békedíjat. Begín és Izrael számára egyszerre volt kiemelkedően jelentős és nehéz a döntés. Egyrészt a békeszerződés békét hozott az ország legnépesebb és katonailag legjelentősebb ellenfelével, másrészt jelentős területi veszteségeket okozott. A korábban Egyiptomtól elfoglalt Sínai-félszigeten ekkor már több izraeli település létezett, amit fel kellett számolni.
1981. június 30-án a parlamenti választások eredményeként, a korábbi várakozások ellenére, ismét a Likud vezette koalíciós kormány került hatalomra. Begínt ismét miniszterelnökké választották. A koalíció vezető egyéniségei és céljai nagyrészt változatlanok maradtak. Begín Izrael elmaradottabb területeinek modernizálására és az ország iparának liberalizációjára törekedett. Ugyancsak az ő nevéhez fűződik az etióp zsidók bevándorlásának felkarolása (Mózes hadművelet). 1981-ben légitámadást rendelt el az osziraki nukleáris reaktor ellen, ahol az irakiak nukleáris fegyverek kifejlesztésével kísérleteztek. Ez Izrael nemzetközi elítéléséhez vezetett, azonban az öbölháború során bebizonyosodott, hogy a támadásnak jelentős szerepe volt az iraki nukleáris fegyver kifejlesztésének hátráltatásában. Az 1982 júniusában kitört libanoni háború (béke Galileáért hadművelet) vitákhoz és demonstrációkhoz vezetett. A háború, amelynek célja a Palesztinai Felszabadítási Szervezet (PLO) kiűzése volt, jelentős számú palesztin polgári áldozattal is járt, ezért ez kezdetben Izrael nemzetközi elszigeteltségéhez és az Amerikai Egyesült Államokkal való komoly vitákhoz vezetett. Emellett az izraeli hadsereg is számottevő emberi veszteséget szenvedett. Bár az ebből fakadó problémák többsége hamarosan megoldódott vagy mérséklődött, a háború olyan örökséget hagyott hátra, amely még jóval Begín közélettől való visszavonulása után is vitákhoz vezetett. Ennek és feleségének, Alízának halála (1982. november) jelentős szerepe játszott Begín 1983 októberében bekövetkező, miniszterelnöki pozícióról való lemondásában.

#### Az erős vezető

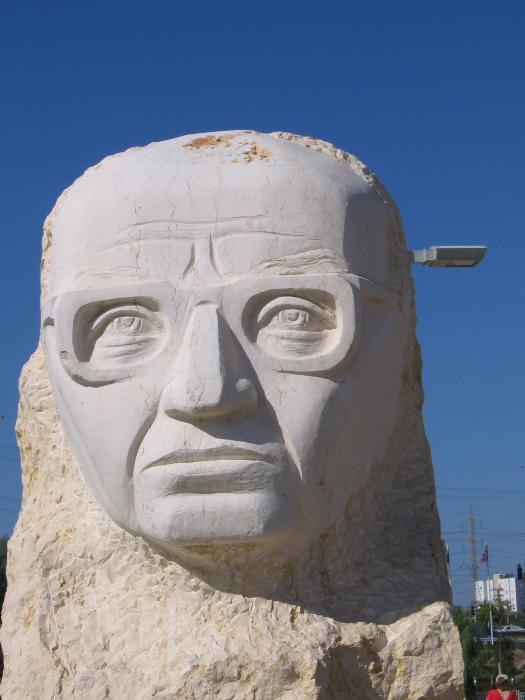
Begínről készült szobor

Begín miniszterelnöksége jólétet hozott az átlagos izraeli emberek számára, de emellett jellemző volt az emelkedő eladósodás és az infláció is. Ahogy nőtt az életszínvonal, úgy nőttek az emberek elvárásai is. A vallásos pártok megnövelték a hatalmukat és számos engedményt sikerült elérniük a koalíciótól, amelynek segítségére voltak az egyensúlyi helyzet fenntartásában. Begín összességében szimpatizált a törekvéseikkel.
A külpolitikát illetően az ország elsőszámú kapcsolata az Amerikai Egyesült Államok maradt és ez a kapcsolat jelentős változáson ment keresztül Begín hivatali ideje alatt. A kapcsolat gyakran viharos volt, mivel a két állam álláspontja számos kérdésben eltért. Ezek az eltérő vélemények a regionális helyzetet és az izraeli-arab konfliktus megoldását illetően jelentkeztek. Ennek ellenére az amerikai gazdasági, politikai és katonai segítség addig soha nem látott szintre emelkedett.
Begín politikusi tehetsége tagadhatatlan és nyilvánvaló volt. Európai származása és udvarias modora ellenére képes volt jelentős népszerűséget elérnie az ellenfeleivel, különösen az ellenzékével szemben. A közvéleménykutatási adatok alapján lemondásakor ő volt a legnépszerűbb és legtiszteltebb izraeli politikus.

### Lemondása után
A miniszterelnöki pozícióról való lemondása, amely 1983. szeptember 16-án következett be, az izraeli politika egy jelentős korszakát zárta le. Lemondása sokként érte az izraelieket, annak ellenére, hogy már korábban bejelentette a politikából való visszavonulását. Bár hivatalos indokot nem adott a visszavonulását illetően, nyilvánvaló volt, hogy mind felesége halála, mind az izraeli katonák által Libanonban elszenvedett veszteségek megviselték.
Begín ezt követően visszavonult, magányos életet élt és idejének nagy részét a lakásában töltötte. Nyilvánosság előtt ritkán mutatkozott, leggyakrabban felesége sírját, illetve a kórházat látogatta meg. 1992. március 9-én hunyt el a jeruzsálemi Ihilov Kórházban szívroham utáni komplikációk következtében. Az Olajfák hegyén temették el.
Kevesebb mint három hónappal a halála után pártja a Likud, Jichák Sámír miniszterelnök vezetése alatt elvesztette a parlamenti választásokat a munkáspárti Jichák Rabin ellenében. Rabin szerint Begín a holokauszt és a „feltámadás” által formált különleges generáció legkiemelkedőbb alakja volt. Jelentős szerepe volt Izrael létrehozásában és még halála után is jelentős befolyást gyakorolt az izraeli politikára.

## Magyarul megjelent művei
- A felkelés. Az Irgun története; angolból ford. Eckstein Gábor; Múlt és Jövő, Bp., 2013 (Múlt és jövő cionista könyvtár)